# La Vendelée
La Vendelée est une commune française, située dans le département de la Manche en région Normandie, peuplée de 468 habitants.

## Géographie

### Localisation
| Servigny   | Servigny, Ancteville | Ancteville, Monthuchon |
| Brainville | La Vendelée          | Monthuchon             |
| Gratot     | Gratot               | Gratot                 |

### Hydrographie
La commune est située dans le bassin Seine-Normandie. Elle est drainée par l'Ay, le cours d'eau 01 du Fouraban, le fossé 01 de la Dauvinière, le fossé 01 de la Fosse Cardin et un autre petit cours d'eau,.
L'Ay, d'une longueur de 33 km, prend sa source dans la commune  et se jette  dans la havre de Saint-Germain-sur-Ay en limite de Saint-Germain-sur-Ay et de Créances, après avoir traversé neuf communes. Les caractéristiques hydrologiques de l'Ay sont données par la station hydrologique située sur la commune de Saint-Sauveur-Villages. Le débit moyen mensuel est de 0,158 m3/s. Le débit moyen journalier maximum est de 1,78 m3/s, atteint lors de la crue du 7 décembre 1992. Le débit instantané maximal est quant à lui de 2,87 m3/s, atteint le 26 janvier 1995.

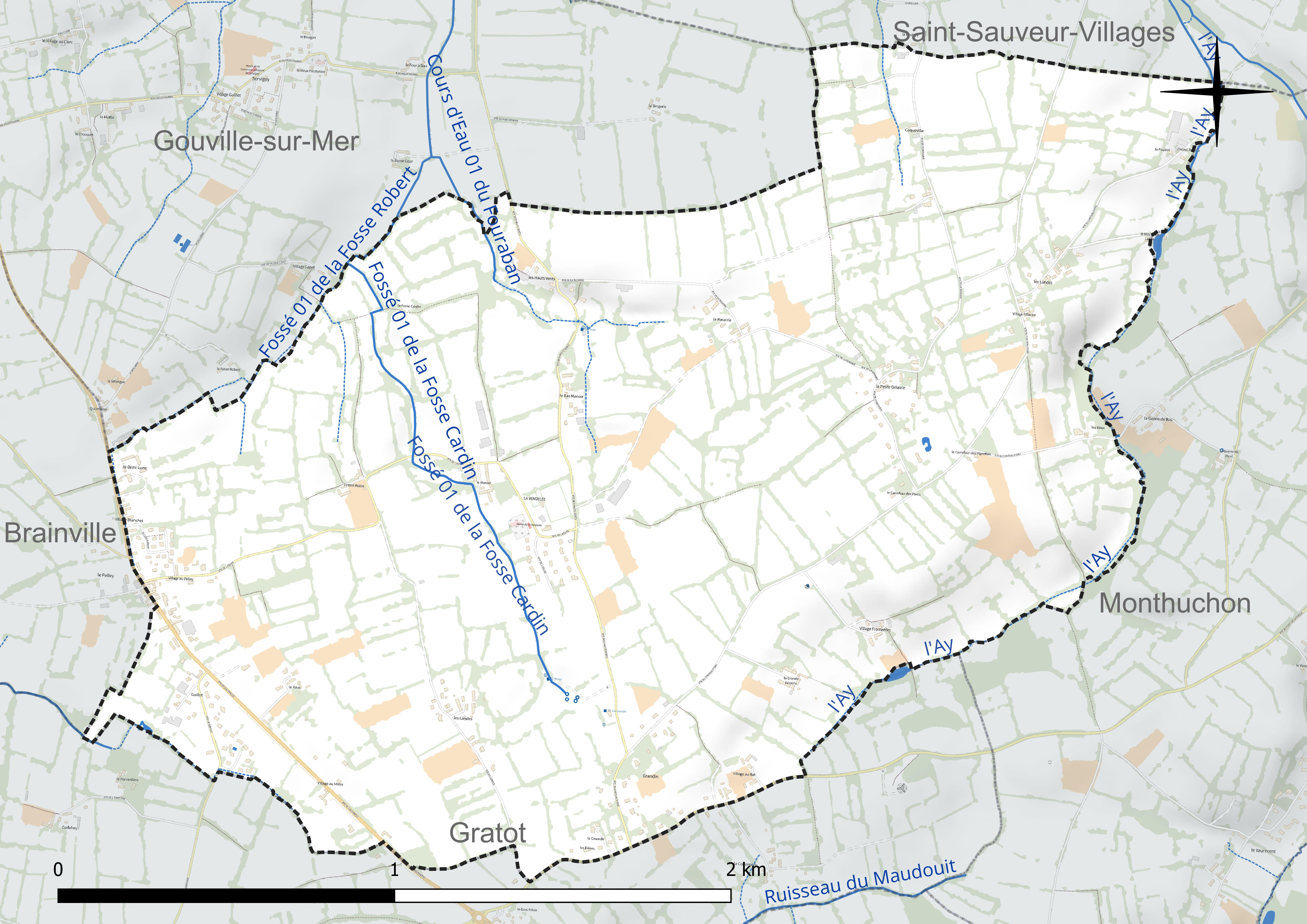
Réseau hydrographique de la Vendelée.

### Climat
Pour des articles plus généraux, voir Climat de la Normandie et Climat de la Manche.
En 2010, le climat de la commune est de type climat océanique franc, selon une étude du CNRS s'appuyant sur une série de données couvrant la période 1971-2000. En 2020, Météo-France publie une typologie des climats de la France métropolitaine dans laquelle la commune est exposée à un climat océanique et est dans la région climatique  Normandie (Cotentin, Orne), caractérisée par une pluviométrie relativement élevée (850 mm/a) et un été frais (15,5 °C) et venté. Parallèlement le GIEC normand, un groupe régional d’experts sur le climat, différencie quant à lui, dans une étude de 2020, trois grands types de climats pour la région Normandie, nuancés à une échelle plus fine par les facteurs géographiques locaux. La commune est, selon ce zonage, exposée à un « climat maritime », correspondant au Cotentin et à l'ouest du département de la Manche, frais, humide et pluvieux, où les contrastes pluviométrique et thermique sont parfois très prononcés en quelques kilomètres quand le relief est marqué.
Pour la période 1971-2000, la température annuelle moyenne est de 10,7 °C, avec une amplitude thermique annuelle de 11,5 °C. Le cumul annuel moyen de précipitations est de 1 029 mm, avec 14,6 jours de précipitations en janvier et 9 jours en juillet. Pour la période 1991-2020, la température moyenne annuelle observée sur la station météorologique la plus proche, située sur la commune de Coutances à 4 km à vol d'oiseau, est de 11,7 °C et le cumul annuel moyen de précipitations est de 1 092,8 mm,. Pour l'avenir, les paramètres climatiques de la commune estimés pour 2050 selon différents scénarios d’émission de gaz à effet de serre sont consultables sur un site dédié publié par Météo-France en novembre 2022.

## Urbanisme

### Typologie
Au 1er janvier 2024, La Vendelée est catégorisée commune rurale à habitat dispersé, selon la nouvelle grille communale de densité à sept niveaux définie par l'Insee en 2022.
Elle est située hors unité urbaine. Par ailleurs la commune fait partie de l'aire d'attraction de Coutances, dont elle est une commune de la couronne,. Cette aire, qui regroupe 37 communes, est catégorisée dans les aires de moins de 50 000 habitants,.

### Occupation des sols
L'occupation des sols de la commune, telle qu'elle ressort de la base de données européenne d’occupation biophysique des sols Corine Land Cover (CLC), est marquée par l'importance des territoires agricoles (100 % en 2018), une proportion identique à celle de 1990 (100 %). La répartition détaillée en 2018 est la suivante : prairies (61,9 %), terres arables (29,2 %), zones agricoles hétérogènes (9 %). L'évolution de l’occupation des sols de la commune et de ses infrastructures peut être observée sur les différentes représentations cartographiques du territoire : la carte de Cassini (XVIIIe siècle), la carte d'état-major (1820-1866) et les cartes ou photos aériennes de l'IGN pour la période actuelle (1950 à aujourd'hui).

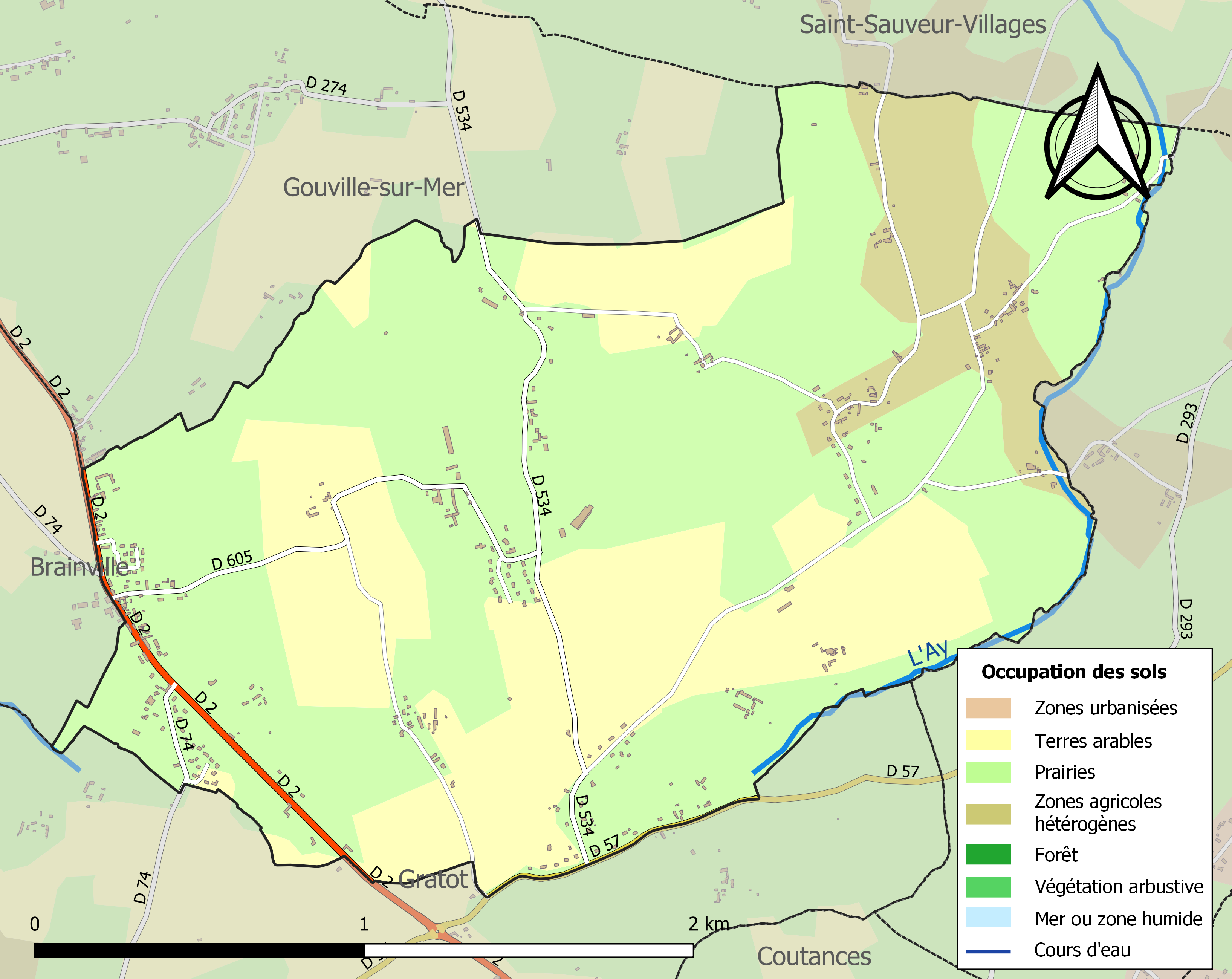
Carte des infrastructures et de l'occupation des sols de la commune en 2018 (CLC).

## Toponymie
Le nom de la localité est attestés sous les formes La Vandelée en 1793, La Vendelée en 1801.
Formation toponymique médiévale, assez rare en Normandie, empruntée à un nom de personne employé absolument.
René Lepelley attribue l'origine du toponyme au patronyme Vendelée.
Le gentilé est Vendeléens.

## Histoire
La voie romaine de Coutances à Cherbourg, connue sous le nom de chemin Perrey, passait par la Vendelée.
En 1221, Liégard (de Vandeleia) et ses sœurs, Aline et Laurence, donnèrent à Hugues de Morville deux bois à la Vendelée pour l'hôpital qu'il avait fondé à Coutances. La famille de Vandeleia est l'une des premières familles seigneuriales de La Vendelée.
En 1688, La vendelée était la possession de Michel d'Argouges, seigneur de Gouville.

## Politique et administration
| Période                                  | Période  | Identité           | Étiquette | Qualité     |
| ---------------------------------------- | -------- | ------------------ | --------- | ----------- |
| 1983                                     | 2020     | Léon Falaise       | SE        | Agriculteur |
| 2020                                     | en cours | Jean-Pierre Bellée | SE        | Retraité    |
| Les données manquantes sont à compléter. |          |                    |           |             |

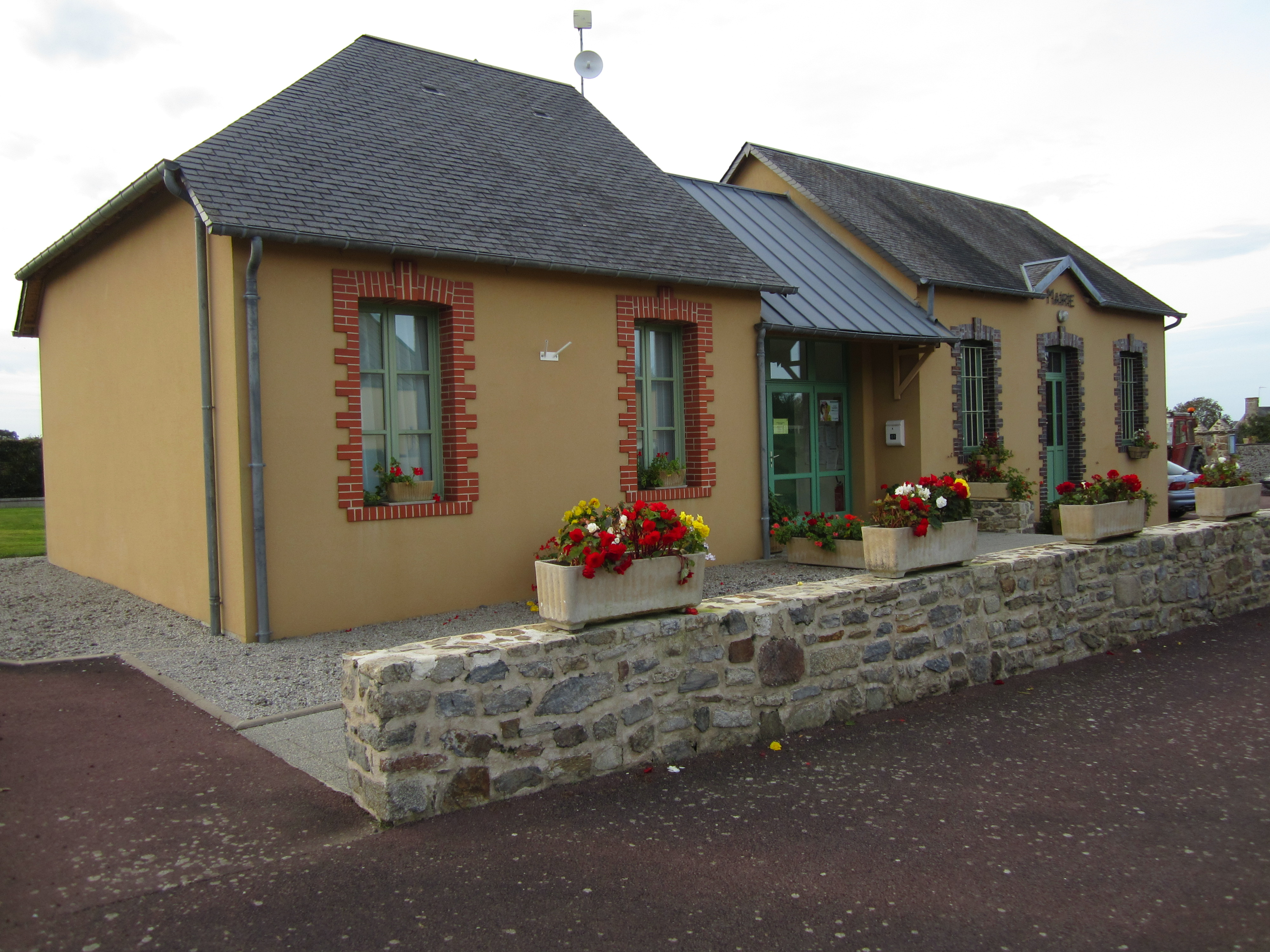
Mairie.

Le conseil municipal est composé de onze membres dont le maire et deux adjoints.

## Démographie
L'évolution du nombre d'habitants est connue à travers les recensements de la population effectués dans la commune depuis 1793. Pour les communes de moins de 10 000 habitants, une enquête de recensement portant sur toute la population est réalisée tous les cinq ans, les populations de référence des années intermédiaires étant quant à elles estimées par interpolation ou extrapolation. Pour la commune, le premier recensement exhaustif entrant dans le cadre du nouveau dispositif a été réalisé en 2004.
En 2022, la commune comptait 468 habitants, en évolution de +2,41 % par rapport à 2016 (Manche : −0,31 %, France hors Mayotte : +2,11 %).
La Vendelée a compté jusqu'à 650 habitants en 1821.
| 1793 | 1800 | 1806 | 1821 | 1831 | 1836 | 1841 | 1846 | 1851 |
| ---- | ---- | ---- | ---- | ---- | ---- | ---- | ---- | ---- |
| 606  | 528  | 564  | 650  | 569  | 553  | 525  | 536  | 531  |

| 1856 | 1861 | 1866 | 1872 | 1876 | 1881 | 1886 | 1891 | 1896 |
| ---- | ---- | ---- | ---- | ---- | ---- | ---- | ---- | ---- |
| 480  | 435  | 430  | 398  | 393  | 343  | 362  | 350  | 334  |

| 1901 | 1906 | 1911 | 1921 | 1926 | 1931 | 1936 | 1946 | 1954 |
| ---- | ---- | ---- | ---- | ---- | ---- | ---- | ---- | ---- |
| 281  | 304  | 332  | 290  | 269  | 274  | 300  | 309  | 292  |

| 1962 | 1968 | 1975 | 1982 | 1990 | 1999 | 2004 | 2006 | 2009 |
| ---- | ---- | ---- | ---- | ---- | ---- | ---- | ---- | ---- |
| 274  | 242  | 254  | 324  | 359  | 374  | 388  | 403  | 416  |

| 2014 | 2019 | 2022 | - | - | - | - | - | - |
| ---- | ---- | ---- | - | - | - | - | - | - |
| 448  | 479  | 468  | - | - | - | - | - | - |

## Lieux et monuments

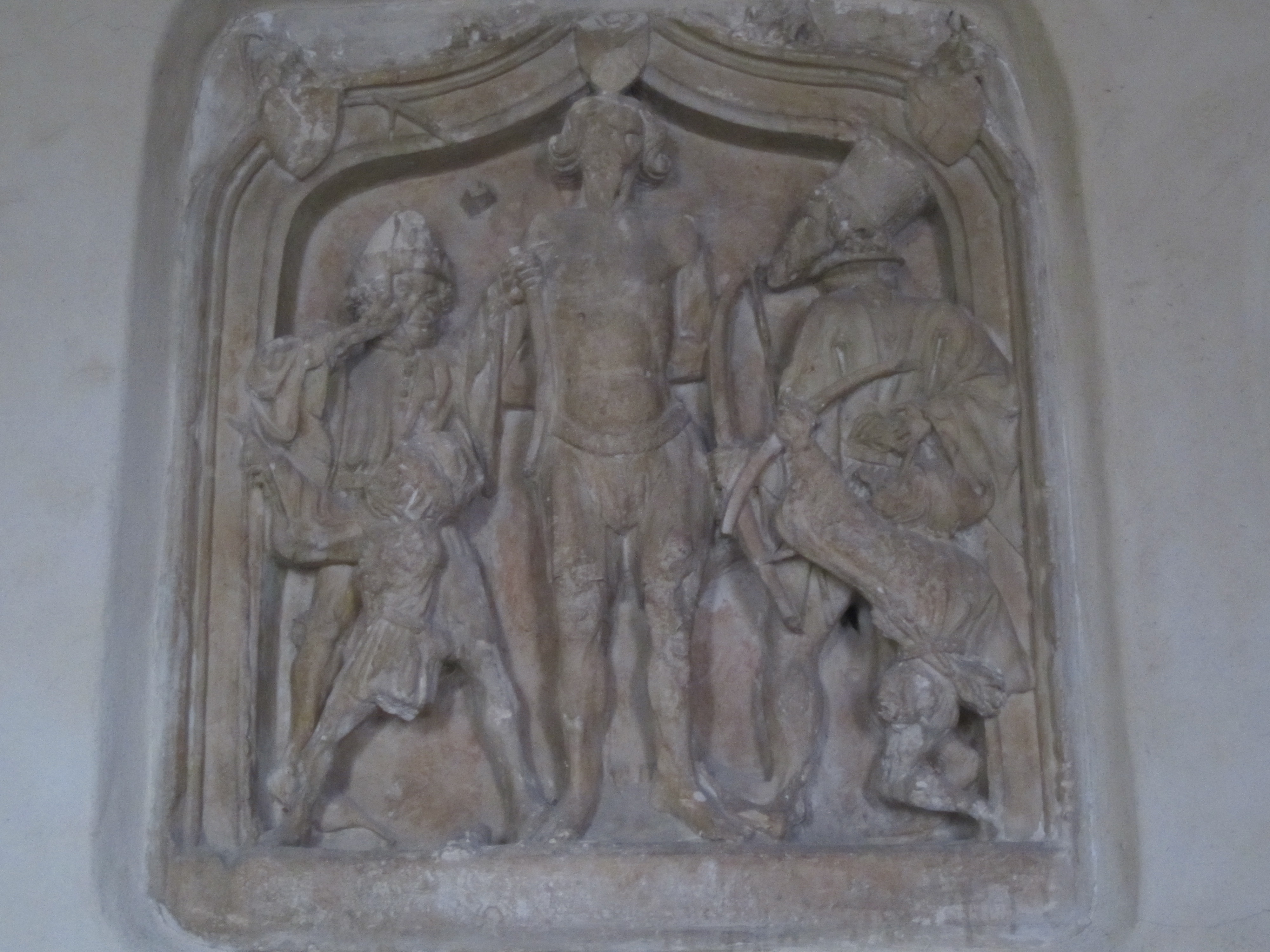
Bas-relief.

- Église Saint-Sébastien du XVe refaite aux XVIIe et XVIIIe siècles. Elle abrite un bas-relief du XVe le Martyre de saint Sébastien classé depuis 1935 au titre objet aux monuments historiques[32] ainsi qu'une Vierge de pitié du XVIe, des fonts baptismaux des XIIIe-XIVe), un maître-autel du XVIIIe, un tableau du XVIIIe de saint Sébastien, et un pupitre en pierre pour chanter l'évangile lors de la procession des Rameaux.
- Croix de cimetière du XVIIIe siècle, et if funéraire.
- Château.
- Deux moulins.

## Activité et manifestations

### Sports
L'Entente sportive La Vendelée fait évoluer deux équipes de football en divisions de district.